# Sơn Thủy, Văn Bàn
Sơn Thủy là một xã thuộc huyện Văn Bàn, tỉnh Lào Cai, Việt Nam.
Xã Sơn Thủy có diện tích 57,68 km², dân số năm 1999 là 3.117 người, mật độ dân số đạt 54 người/km².